# Concha Velasco
Concha Velasco (Valladolid, 29 november 1939 – Majadahonda, 2 december 2023) was een Spaanse theater-, film- en televisieactrice, zangeres en presentatrice. Ze was de tante van actrice Manuela Velasco.

## Biografie
Velasco begon te acteren in 1954 toen ze een bijrol kreeg in een film. Door de jaren heen won ze al verschillende prijzen voor haar acteerprestaties. Bij ons was ze bekend voor haar rollen in series die ook op Netflix te zien zijn. In de serie Gran Hotel speelde ze Doña Ángela. In 2017 speelde ze Doña Carmen Cifuentes in Las chicas del cable.
In december 2023 overleed ze op 84-jarige leeftijd in het Puerta de Hierro-ziekenhuis.
- Bibsys: 13056839
- Biblioteca Nacional de España: XX1106686
- Bibliothèque nationale de France: cb16751490c (data)
- Catàleg d'autoritats de noms i títols de Catalunya: 981058516400806706
- Gemeinsame Normdatei: 123913896
- International Standard Name Identifier: 0000 0000 5922 2450
- Library of Congress Control Number: no2002075843
- MusicBrainz: 43f627d1-0b90-49f5-995a-e872220ad51c
- Nationale Bibliotheek van Tsjechië: pna20201084801
- Nederlandse Thesaurus van Auteursnamen: 310812267
- Istituto Centrale per il Catalogo Unico: TSAV348490
- Système universitaire de documentation: 147791707
- Virtual International Authority File: 8306890
- WorldCat: E39PBJtCDhbbbJykhX6FJgHgrq